# Зграда Војногеографског института у Београду
Зграда Војногеографског института налази се у градској општини Палилула, у улици Мије Ковачевића 5 у Београду. Уврштена је у споменик културе Србије. Објекат је један од најранијих послератних архитектонских остварења у Србији и Београду.

## Историјат и архитектура
Зграда је зидана у периоду 1950—1954. године, а усељена 1956. године. Пројектовао ју је архитекта Милорад Мацура, који је пројекат започео у окриљу „Пројектантског завода НО Београд“, а завршио га у „Атељеу архитектура и урбанизам“. Зграда данас представа вредно сведочанство своје епохе, а историјат њене градње говори о заокрету у архитектури након Другог светског рата у СФРЈ. У просторно-функционалном смислу зграда се дели на две целине, које су биле намењене корисничким институцијама. Северно крило зграде служи као штампарија и налази се у правцу парка, док је јужно крило намењено Војногеографском институту и стационирано према улици Мије Ковачевића. На згради се налазе корбизијански фасадни растер, брисолејска подела зидног платна, слободно третирана кровна раван, прилазна рампа, скулптурално обликовање функционалних елемената, слободан третман приземеног дела који се развија по терену, а сви ти елементи сврставају објекат у ране примере београдског градитељства без соцреалистичких схватања.
По појединим елементима, ово дело представља пионирски рад у југословенској и српској послератној архитектури, на њему је по први пут примењен систем са брисолејима и постигнуто јединство функционалних и естетских начела, остварена је доследна употреба модуларног система како у обликовању фасада, тако и у ентеријеру.